# 李天一强奸案
李天一强奸案是指李双江之子李冠丰（旧名李天一）被曝其在2013年2月17日晚涉嫌轮奸的案件。

## 事件
2013年2月22日下午，北京市公安局海淀分局就此事发布官方回应：“2013年2月19日，警方接到一女事主报警称，2月17日晚，她在海淀区一酒吧内与李某等人喝酒后，被带至一宾馆内轮奸。接警后，警方于2月20日将涉案人员李某等五人抓获，现五人因涉嫌强奸罪被刑事拘留。”　据称李冠丰（李天一）已于2013年2月22日被北京市公安局海淀分局以涉嫌轮奸刑事拘留。
2013年2月17日晚，该案发生的第一个地点为北京市海淀区五道口站附近成府路35号东源大厦B1楼GLOBAL酒吧。午夜时分，该名杨姓女子与李冠丰、魏某等5人饮酒。凌晨3时36分左右，该女子与5人以及酒吧领班张光耀离开酒吧，至凌晨4时21分左右进入金鼎轩饭店吃夜宵。凌晨5点多，一行人欲进入海淀区的京国奥宾馆开房；20分钟后，一行人离开京国奥宾馆。5时58分，一行人进入湖北大厦酒店大堂。7时29分左右，一行人离开湖北大厦。
2013年2月19日，该女子向北京市海淀区警方报案。该女子报案时声称自己喝酒醉了之后，后来遭到5人的言语恐吓、暴力殴打，被强行带上小车到“湖北大厦”宾馆开房，其房间是550元一晚的高级标准间，该女子被5人轮奸。
警方接到报案之后，迅速采取行动调查取证逮捕犯罪嫌疑人。2013年2月21日，北京市海淀区警方穿着便衣在顺景温泉酒店停车场围堵李冠丰等人的豪车，最终逮捕李冠丰等5名犯罪嫌疑人。
2013年3月7日，中国中央电视台新闻中心官方微博发布一条“央视快讯”：李天一因涉嫌强奸罪，已被检察机关批捕。
2013年3月8日，新华网记者从北京市检方获悉，李双江之子李某等人因涉嫌轮奸已被批捕，李某确定为未成年人。
2013年6月底，李冠丰的代理律师薛振源辞职，知情人曝光：“案情错综复杂，律师感到很烫手。李冠丰等5人涉案太深，加上梦鸽（李冠丰母亲）要求为儿子辩护的难度比较高。”“梦鸽要求薛振源写一公告，称李冠丰没有参与涉嫌强奸案这个事情；薛振源不愿写，压力很大。”
2013年7月28日下午，梦鸽申请公开审理此案，以回应公众对其家庭和司法的种种看法。
2013年8月28日，李冠丰强奸案在北京市海淀区人民法院开庭审理并连审两天，由于案件涉及未成年人，法院宣布庭审将不会公开。庭审期间梦鸽亲自到场，李双江则不到场。
2013年9月26日，北京市海淀区人民法院一审以强奸罪判处被告人李冠丰有期徒刑10年。
2013年11月27日上午，北京市第一中级人民法院二审驳回上诉人李冠丰的上诉，维持原判。

### 辩护律师
北京市陆通联合律师事务所是梦鸽聘请的辩护律师。2013年3月19日，北京市陆通联合律师事务所发出声明，声明指出，李冠丰是未成年人，社会舆论不能对李冠丰进行审判，案件进程保密，不实报道将追究法律责任。

## 诉讼情况
- 受理法院：北京市海淀区人民法院
- 检方：北京市海淀区人民检察院
- 被告人李冠丰律师：陈枢、王冉。
- 被告人魏某律师：李在珂
- 被告人某某律师：赵运恒
- 其他被告人辩护律师：媒体没有报道，检方和法院也没有透露
- 受害人代理人：田参军律师

## 质疑

### 年龄问题
刑法专家张蕴章认为，假若李冠丰年龄是17岁，他将受到最高刑罚处罚是10年有期徒刑；假若李冠丰是成年人，最低的刑法处罚是10年有期徒刑，情节严重可以判处无期徒刑或者死刑。
对于李冠丰的年龄，有网友在微博上提出质疑，因为网上传言2006年初李双江、梦鸽参加鲁豫《鲁豫有约》时说当时是14岁，2013年时李冠丰应已成年。但随后即有网友从《鲁豫有约》官方网站的视频纪录、舞台布置、李双江所着的07版军装等证据推断出该集节目播出的时间不可能是2006年、而是2011年，恰恰说明2013年李冠丰尚未成年。
2013年3月，香港《南华早报》再度曝光李冠丰的信息，根据李冠丰的毕业照和他的2名同学的证词，指出李冠丰的年龄是19岁；2名同学因为害怕打击报复没有公布姓名。3月13日，学校称毕业照上的“李天一”和轮奸案的“李天一”是同名同姓的不同人物，现在就读于中国政法大学，但是记者没有联系上该学生。

### 犯罪同伙
最初李冠丰轮奸案曝光时，新闻媒体指出其同伙是昔日的狱友，但是后来被否定。协同李冠丰一同作案的同伙一直是谜，官方没有公布姓名。

### 驾驶证问题
李冠丰打人事件和此次轮奸女子事件，李冠丰都有驾驶名牌豪车，但是李冠丰并没有驾驶证。

## 释疑
该事件在2013年2月22日被新浪微博实名认证的“香港《南华早报》网站编辑”的网友「王丰–SCMP」曝光，之后被新闻媒体追加报道。
此前，新闻媒体曝光时称与李冠丰伙同作案的4人是李冠丰被劳教时的狱友；但是在2月23日被证实，4人并非全部都是未成年人，也不是李冠丰的狱友。
此前，新闻媒体曝光受害人杨某是未成年女子；后证实该女子已经成年，非北京人。

## 家属态度
李冠丰母亲梦鸽2月23日接受《华西都市报》采访时表示“儿子犯下了大错，该怎么处理我们就怎么处理，根据法律事实来判决这个事。但是，儿子还是未成年人，希望得到媒体和大众的宽容，将来他的人生有一个新的生存空间”，梦鸽并没有提及受害女子。2013年8月30日，夢鴿通過網路直播，對兒子性侵一名女子之事向公眾道歉。

## 前科
2011年9月，网友爆料李冠丰率人轮奸其家庭教师、新航道英语教师李景华，后李冠丰母亲梦鸽出面给其班级各科目老师打电话拉关系压下，此事不了了之，此事被李家否认，但是爆料人之一的宋祖德用人格担保称此事绝对属实。

## 社会舆论

### 辩护
- 《人民日报》专文《李双江屡因儿子之过形象受损，委屈谁解》指出“作为知名歌唱家和声乐教育家，晚年屡因儿子之过向受害者公开致歉、形象受损，委屈谁解？”[32]

- 著名女主持人杨澜在新浪微博说：“劳教一年对一个因为冲动打人的未成年人来说是否惩罚过重？被贴上标签的孩子很容易破罐破摔了。真替李老师感到痛心！”[33][34]

### 质疑
- 腾讯网专文《“李冠丰被刑拘”难逃慈父多败儿之陷阱》指出李冠丰是“李冠丰这样嚣张跋扈的官二代”，而李双江是“他也最终走不出‘慈父多败儿’之迷局”。[35]

- 中国青年网专文《李冠丰涉轮奸谁该反思》指出“李双江需要反思一个父亲的责任，社会也该共同反思未成年人的教育。”[36]

- 网易专文《李双江的红歌为何难以挽救李衙内》提出疑问“李双江夫妇唱的红歌也无法教育他们自己。如果可以，他们怎么会轻易让自己未成年的没有驾照的孩子去违法驾驶车辆呢？如果可以，他们又怎么会纵容孩子到奸淫少女的地步？”[25]

- 中共创党元老李大钊的孙子李宏塔谈及李冠丰轮奸案时说：“我们老了，思想麻木了。远的不讲，包括党内自己，脱离群众以后，造成的官僚、腐败，很多东西都是负面的影响。自身都不完整，下面自然会带出来一系列的问题，就是‘上梁不正下梁歪’。”[37]

- 案件侦查完结后，有媒体在报道中使用“轮流与女孩发生性关系”描述案件，被网友认为是刻意避开“轮奸”一词，又有媒体报道称“轮流发生性关系”是中国“法律文书及法治新闻报道中的普通规范用语”。[38]如宁波北仑法院一判决书即有使用。[39]该词组短期内迅速成为了网络热词。[40]